# Nikomahova etika
Nikomahova etika (ili Ethikôn Nikomacheiôn) djelo je grčkog filozofa Aristotela o vrlinama i etičkom karakteru. Knjiga ima istaknutu ulogu u definiranju aristotelovske etike i smatra se jednim od najvažnijih i najutjecajnijih filozofskih djela ikad napisanih. Deset pojedinačnih dijelova koja čine knjigu sastoje se u potpunosti od bilješki s Aristotelovih predavanja na liceju, a posvetio ih je svome sinu Nikomahu.

## Prva knjiga
Opće je prihvaćena činjenica da je najveće dobro ono kojem težimo radi njega samog, a ne radi neke druge svrhe. To može biti sreća, blaženstvo..., i svaki čovjek po naravi teži tome dobru. Isto tako svako umijeće i svako istraživanje teži nekom dobru, no razlikuju se svrhe djelovanja, iako bi svrha uvijek trebala biti dobro. U Nikomahovoj etici Aristotel dijeli življenje života na tri načina; to su život užitaka, državni (politički) i misaoni život. Oni se razlikuju po djelovanju i svrhama djelovanja, te se postavlja pitanje koje je najveće dobro. Blaženstvo, dakle, biramo radi njega samog, također i kreposti, ali, je li to uistinu najveće dobro, te gdje je pravednost u tome? Krajnje je dobro samodostatno, zadaća čovjeku je život, ma kakav on bio, a život je samodostatan.

## Druga knjiga
Postoje dvije vrste vrlina: moralna i intelektualna, no nijedna nije po prirodi usađena. Mi imamo sposobnost steći ih i usavršavati ih. Zakonodavci navikavanjem čine građane dobrima i to je u stvari želja svakog zakonodavca. Prema našim postupcima u odnosima s ljudima postajemo pravedni ili nepravedni. Pravednim se postupcima postaje pravedan. Moramo postupati u skladu sa zdravim razumom, jer pretjeranost uništava, a to se u djetinjstvu mora naviknuti: koliko i kada osjećati. Onaj koji se odriče čulnih užitaka nalazi radost.
Postoje tri stanja, no samo je jedno ispravno. Srednji put (drugo stanje) zaslužuje pohvalu, no skretanja su nužna jer se tako najlakše nalazi pravi put. Vrlina bi trebala biti ona osobina na osnovu koje čovjek postaje dobar. Strasti su prolazni afekti (strah,požuda..., osjećaji zadovoljstva ili nezadovoljstva). Sklonosti su ono na osnovu čega smo u stanju npr. naljutiti se. Osobine su ono na osnovu čega se odnosimo pravilno ili nepravilno prema afektima.
Prvo stanje: razmetanje, nadutost, razmetljivost, lakrdijaštvo, laskavac, sramežljivac, naprasitost, luda smjelost, neobuzdanost, rasipnost

Drugo stanje: izdašnost, plemenita ambicija, istinoljubivost, društvenost, ljubaznost, stidljivost, blagost, hrabrost, umjerenost, velikodušnost

Treće stanje: sitničavost, malodušnost, ironija, mrzovolja, pretjerana uslužnost, bestidnost, ravnodušnost, plašljivost, obuzdanost, škrtost

## Šesta knjiga
Razboritost je prava stvar u pravoj situaciji. Kreposti postoje ćudoredne i razumne. Također postoje dva dijela duše - razuman i nerazuman. Nepromjenjivi (umijeće, razboritost) i promjenjivi (umnost, mudrost, znanstvenost).

## Deseta knjiga
Ljudska sreća se može definirati funkcijom koja pripada svakom čovjeku. Svaki čovjek mora biti dio praktičnog života, a krajnje dobro bi trebalo proizaći iz toga da se ta funkcija dobro obavlja i treba biti cijeli život konstantna. Etičke vrline su one u skladu s razumom, a intelektualne su superiornije jer razum razmišlja, a mišljenje je najbolja čovjekova sposobnost. No, čovjek ne može cijeli život provesti neprekidno razmišljajući. Za sreću ljudi su potrebne i neke vanjske stvari kao što su zdravlje, zdrava djeca, hrana, sklonište i sloboda.